# John Terry
John George Terry (ur. 7 grudnia 1980 w Londynie) – angielski piłkarz, który występował na pozycji obrońcy.

## Kariera klubowa
W latach 1991–1995 był zawodnikiem zespołów juniorskich West Ham United FC. W 1995 roku dołączył do Chelsea FC. Zadebiutował w tej drużynie 28 października 1998 w meczu Pucharu Ligi Angielskiej z Aston Villa FC. 26 grudnia 1998 roku po raz pierwszy wystąpił w Premier League – zagrał w wygranym 2:0 spotkaniu z Southampton FC, zmieniając w drugiej połowie Gustavo Augusto Poyeta Domingueza. W sezonie 1998/1999 zadebiutował także w europejskich pucharach, grając w pojedynku Pucharu Zdobywców Pucharów z norweskim Vålerenga Fotball.
Pierwszego gola dla Chelsea FC strzelił 20 lutego 2000 roku w meczu pucharu Anglii z Gillingham FC. Od 21 marca do 8 maja 2000 przebywał na wypożyczeniu w Nottingham Forest FC. W barwach tego klubu rozegrał sześć spotkań, w tym pięć rozpoczął w podstawowym składzie. W listopadzie 2000 roku zaczął regularnie występować w pierwszym zespole Chelsea FC. 27 września 2001 roku zdobył swoją pierwszą bramkę w europejskich pucharach – strzelił gola w wygranym 2:0 meczu Pucharu UEFA z Lewskim Sofia.
5 grudnia 2001 roku w ligowym meczu z Charlton Athletic FC po raz pierwszy pełnił funkcję kapitana drużyny. Na stałe został nim w 2004 roku. W sezonie 2007/2008 wraz z Chelsea FC dotarł do finału Ligi Mistrzów UEFA, w którym klub z Londynu przegrał z Manchester United FC. John Terry rozpoczął mecz w podstawowym składzie, wystąpił również w dogrywce, natomiast w serii rzutów karnych nie zdobył gola (strzelona przez niego bramka przesądziłaby o zwycięstwie Chelsea FC). Cztery lata później (2012) z zespołem z Londynu wygrał rozgrywki Ligi Mistrzów UEFA – w finałowym meczu z Bayernem Monachium nie wystąpił z powodu czerwonej kartki, którą został ukarany w spotkaniu półfinałowym z FC Barcelona, lecz regularnie grał we wcześniejszych rundach (strzelił m.in. gola w pojedynku z SSC Napoli (4:1), przyczyniając się do awansu Chelsea FC do ćwierćfinału).
Wraz z klubem z Londynu pięciokrotnie został mistrzem Anglii (2005, 2006, 2010, 2015, 2017), pięciokrotnie zdobył puchar kraju (2000, 2007, 2009, 2010, 2012), trzykrotnie wywalczył Puchar Ligi Angielskiej (2005, 2007, 2015) oraz dwa razy sięgnął po Tarczę Wspólnoty (2005, 2009). W 2001 i 2006 roku został wybrany najlepszym zawodnikiem Chelsea FC. Ponadto w 2005 otrzymał nagrodę dla najlepszego piłkarza w Anglii według PFA.
11 kwietnia 2013 roku w meczu ćwierćfinałowym Ligi Europy UEFA pomiędzy Chelsea FC i FK Rubin Kazań, rozegrał setne spotkanie w niebieskiej koszulce w rozgrywkach UEFA, licząc w tym Ligę Mistrzów oraz Ligę Europy. Zajęło mu to 14 lat.
17 kwietnia 2017 roku przedstawiciele klubu Chelsea FC ogłosili, że wraz z końcem sezonu 2016/17 John Terry odejdzie z The Blues..
W sezonie 2017/2018 był zawodnikiem Aston Villi, w barwach której wystąpił w finale play-off ligi Championship na Wembley. W październiku 2018 postanowił zakończyć karierę piłkarską.

## Kariera reprezentacyjna
Występował w reprezentacji Anglii do lat 21. 3 czerwca 2003 roku zadebiutował w seniorskiej reprezentacji, grając w meczu z reprezentacją Serbii i Czarnogóry. Pierwszego gola zdobył 30 maja 2006 roku w wygranym 3:1 towarzyskim spotkaniu z reprezentacją Węgier. 1 czerwca 2007 roku strzelił pierwszą bramkę dla reprezentacji na nowym stadionie Wembley w zremisowanym 1:1 pojedynku z reprezentacją Brazylii.
Uczestniczył w mistrzostwach Europy w Portugalii (2004). W przegranym ćwierćfinałowym meczu z reprezentacją Portugalii zdobył gola w serii rzutów karnych. Wziął także udział w mistrzostwach świata w 2006 i 2010 roku (odpowiednio w Niemczech i Południowej Afryce). Podczas turnieju w Niemczech (2006) zagrał w pięciu meczach, został również wybrany do „drużyny gwiazd”. Cztery lata później w Republice Południowej Afryki wystąpił w czterech spotkaniach.
10 sierpnia 2006 roku został wybrany kapitanem reprezentacji Anglii, zastępując na tym stanowisku Davida Beckhama. 5 lutego 2010, w związku z problemami w życiu prywatnym, trener Fabio Capello pozbawił go kapitańskiej opaski na rzecz Rio Ferdinanda. 19 marca 2011 roku włoski trener ogłosił, że John Terry ponownie będzie kapitanem drużyny narodowej.
W maju 2012 roku nowy selekcjoner, Roy Hodgson, pozbawił go kapitańskiej opaski. Następnie John Terry uczestniczył w mistrzostwach Europy w Polsce i na Ukrainie – w turnieju tym wystąpił w trzech meczach grupowych i przegranym po serii rzutów karnych spotkaniu ćwierćfinałowym z reprezentacją Włoch (0:0, k. 2:4).
23 września 2012 roku ogłosił zakończenie kariery reprezentacyjnej. Łącznie w barwach narodowych rozegrał 78 meczów; 34 razy pełnił funkcję kapitana.